# Římskokatolická farnost Smrčná
Římskokatolická farnost Smrčná je zaniklým územním společenstvím římských katolíků v rámci pelhřimovského vikariátu českobudějovické diecéze. Zanikla k 31. prosinci 2019, jejím právním nástupcem je od 1. ledna 2020 Římskokatolická farnost Branišov – Větrný Jeníkov.

## O farnosti

### Historie
Ve 14. století je ve Smrčné doložena plebánie, ke které měl patronátní právo Želivský klášter. Želivští premonstráti zde také vykonávali duchovní správu. Plebánie později zanikla. V roce 1789 byla ve vsi zřízena lokálie, která byla v roce 1891 povýšena na samostatnou farnost. Původní farní kostel vyhořel v roce 1916 a jeho zbytky byly strženy. V roce 1931 byl vysvěcen kostel nový, pojatý v tehdy moderním stylu. Farnost Smrčná byla až do roku 1993 byla součástí královéhradecké diecéze. V uvedeném roce byla převedena do pelhřimovského vikariátu diecéze českobudějovické.

#### Přehled duchovních správců
- 2007–2016 R.D. Petr Bulva (administrátor excurrendo z Větrného Jeníkova)
- od r. 2016 R.D. Mgr. Ivo Valášek (administrátor excurrendo z Nového Rychnova)

## Kostely farnosti
| Obrázek | Kostel                  | Místo  | Bohoslužba         | Bohoslužba | Poznámka            |
| ------- | ----------------------- | ------ | ------------------ | ---------- | ------------------- |
|         | Kostel svatého Mikuláše | Smrčná | 1. sobota v měsíci | 17.00      | bývalý farní kostel |